# Ворожість

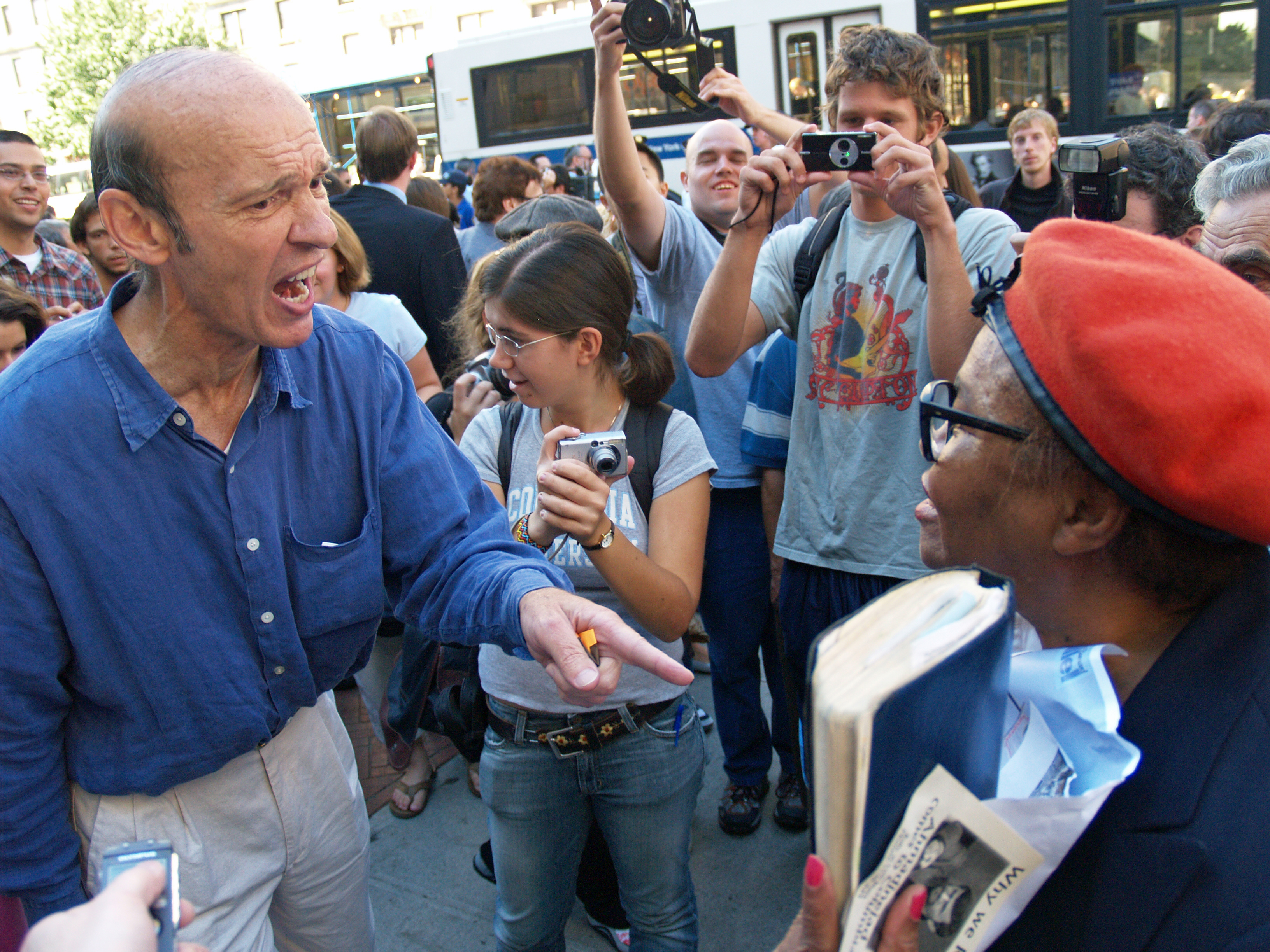
Дві людини запекло сперечаються на вулиці в Нью-Йорку

Воро́жість — комплекс афектів, що включає такі емоції: гнів, огиду та відразу.
Ворожість визначається як основа для агресії, проте так само як і мотивація, не завжди приводить до відповідної зовнішньої поведінки, ворожість не обв'язково веде до агресії. Наприклад, сильний гнів збільшує ймовірність імпульсивних агресивних актів. Домінування огиди у ворожій тріаді приводить до уникнення об'єкта ворожих почуттів, а відраза вкладає в агресивні акти відтінки, характерні для расових упереджень.